# Kabupaten de Merauke
Le kabupaten de Merauke (en indonésien : Kabupaten Merauke) est une subdivision administrative de la province de Papouasie méridionale en Indonésie. Il a pour chef-lieu Merauke.

## Géographie
Le kabupaten s'étend sur 46 791 km2 dans le sud-est de la Nouvelle-Guinée occidentale et est bordé par la mer d'Arafura au sud et à l'ouest.

### Territoires limitrophes

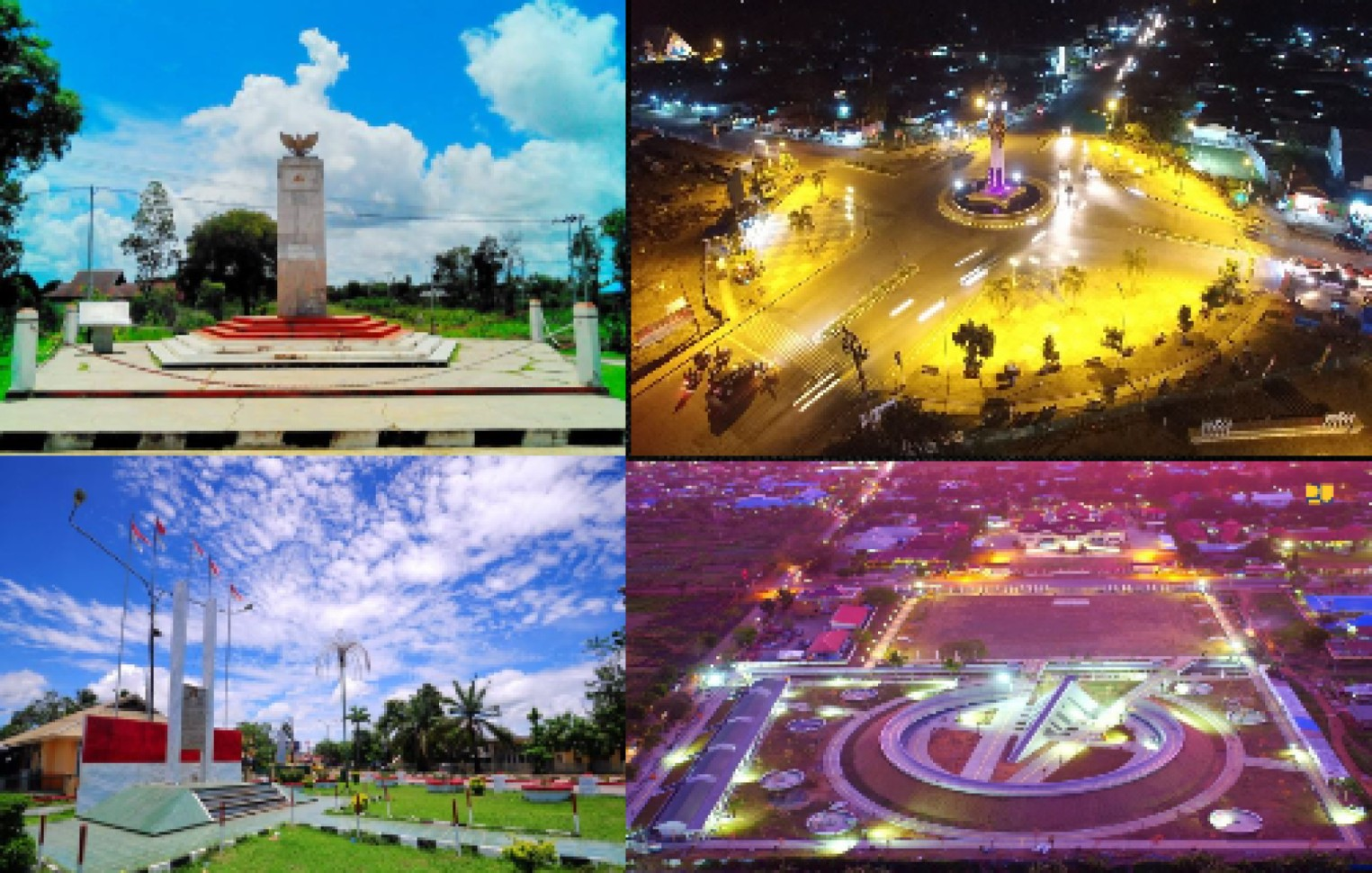
Du coin supérieur gauche dans le sens des aiguilles d'une montre ; Monument Sabang-Merauke, monument du cercle Brawijaya la nuit, monument de la capsule temporelle indonésienne, monument de l'acte de libre choix.

## Histoire
En 1902, les Pays-Bas établissent une administration locale en Nouvelle-Guinée occidentale comportant six circonscriptions dont celle de Merauke qui devient en 1962 un kabupaten de la province d'Irian Jaya annexée par l'Indonésie. Il fait alors partie de la province de Papouasie.
Le 12 novembre 2002, la partie nord du kabupaten de Merauke est détachée pour former ceux d'Asmat, Boven Digoel et Mappi. Les quatre kabupaten sont réunis pour créer la province de Papouasie méridionale le 11 novembre 2022.

Carte des kabupaten des provinces de Papouasie et de Papouasie occidentale avec le kabupaten de Merauke, avant 2002 en bas.

## Divisions administratives
Il est divisé en 11 districts :
- Eligobel
- Jagebob
- Kimaam
- Kurik
- Merauke
- Muting
- Okaba
- Semangga
- Sota
- Tanah Miring
- Ulilin

## Démographie
La population s'élevait à 231 696 habitants en 2020.